# 金原亭世之介
金原亭 世之介（きんげんてい よのすけ、1957年12月29日 - ）は、東京都清瀬市出身の落語家。落語協会所属。所属事務所は桃花舎 →ソルトアース→キングプロダクション。本名∶兒玉 亜津志。
出囃子∶『吉原雀（文のたより）』。日本舞踊浅茅流の名取り「浅茅　与志寿朗」の名を持つ。俳人としては「かいぶつ句会」所属、俳号は「皀角子」。大正大学客員教授。

## 経歴
父はクラシック音楽の作曲家、兒玉四郎。最初は高校卒業後は医師になりたいと防衛医科大学校を受験するも不合格となり、その後進路を落語家に転換した。
東京都立清瀬高等学校を1976年4月卒業後、十代目金原亭馬生に入門、前座名は「駒平」。
1980年6月に古今亭菊之助、古今亭菊松、古今亭志ん八と共に二ツ目に昇進。1982年、師匠馬生の死去により、兄弟子金原亭伯楽門下に移籍。二ツ目時代は『欽ドン!良い子悪い子普通の子おまけの子』に下宿人の「良い下宿人」役で出演、同じく「悪い下宿人」役で当時大学生の小原正也（現・柳家喬太郎）と共演し、また『笑ってる場合ですよ』や『オレたちひょうきん族』などでも出演した宮崎美子の形態模写なども評判を取り、甘い顔立ちから春風亭小朝、林家しん平等とともにアイドル落語家の一人と呼ばれていた。80年代にはシンガーソングライターとしてシングル・アルバムを発売した。
1985年に「NHK新人落語コンクール」優秀賞を、1990年に「NHK新人演芸コンクール」大賞を受賞。1991年、 テレビドラマ「赤い殺意」にレギュラー出演する。
1992年3月、古今亭菊春、林家のん平と共に真打昇進、世之介に改名。1999年からはフィニッシングスクールの「ジョン・ロバート・パワーズ・スクール」で『コミュニケーション』の講師を務めた。2000年、うなぎのファーストフードショップ、鰻屋「名代宇奈とと」を考案し社長に就任するも、2003年に鰻屋「宇奈とと」を売却。
2015年～2016年にかけて原田病とその治療の過程で糖尿病を発症、食事療法で快方に向かう。

## 活動
五代目円楽一門会の両国寄席にも出演している。

## 著書
- 『なんで挨拶しなきゃいけないんですか〜』（三五館、2006年7月、ISBN 9784883203543）
- 『人生、やっぱり女次第　妻と再恋愛のススメ』（三五館、2010年3月、ISBN 978-4883204946）
- 『1週間であなたは伝説になる 挨拶のバカ力（ばかぢから）！』（三五館、2016年9月、ISBN 978-4883206797）

## 弟子

### 二ツ目
- 金原亭杏寿
- 金原亭駒平

#### 天狗連
世之介の友人である日出郎を中心に、俳優・タレントなどを集めた「天狗連」（亭号でもある）を結成。命名・指導して、落語会を開催している。
- 日出郎（天狗連 志ん進）
- 松井悠（天狗連 役車）
- 渡辺裕太（天狗連 俳遊）
- 神木優（天狗連 志ん喜）*一時期世之介に正式に入門、「金原亭志ん喜」名で落語家として活動していた。現在は天狗連に戻っている[6]。
- 安川純平（天狗連 忞々丸）
- フォーンクルック幹治（天狗連 鳩太郎）
- 砂原健佑（天狗連 花京）

ほか　

### 元弟子
- 金原亭乃ゝ香 - 古今亭志ん輔門下へ移籍

## メディア

### テレビ番組
- NHK特集「びんぼう一代 〜五代目古今亭志ん生〜」（1981年3月27日、NHK総合）[7][8]
- 「たけしのこれがホントのニッポン芸能史『3 ～芸能を支える不思議な数字の力』」（2021年10月16日、NHKBSプレミアム)
- 「GODドクター」(千葉テレビ、2022年1月4日～）- 諸 真締（もろ まじめ） 役

### 映画
- 二つ目物語（2022年、林家しん平監督、クロスロード）- 桜家王鏡 役